# مگس‌های الوار
مگس‌های الوار (نام علمی: Pantophthalmidae) نام یک تیره از راسته مگس است.